# Gare de Kanada
La gare de Kanada (金田駅, Kanada-eki) est une gare ferroviaire située à  Fukuchi, dans la préfecture de Fukuoka au Japon. Elle est exploitée par la compagnie Heisei Chikuho Railway (Heichiku).

## Situation ferroviaire
La gare de Kanada est située au point kilométrique (PK) 9,8 km de la ligne Ita. Elle marque le début de la ligne Itoda.

## Histoire
La gare a été inaugurée le 11 février 1893.

## Service des voyageurs

### Accueil
La gare dispose d'un bâtiment voyageurs ouvert tous les jours, avec des guichets pour l'achat de titres de transport.

### Desserte
- Ligne Ita :
  - voie 1 : direction Tagawa-Ita
  - voie 2 : direction Nōgata

- Ligne Itoda :
  - voies 1 et 4 : direction Tagawa-Gotōji